# Русский Пибаньшур
Ру́сский Пибаньшу́р — деревня в Воегуртском сельском поселении Балезинского района Удмуртии. Центр поселения — деревня Воегурт.
Рядом с деревней находится станция Пибаньшур.
Население - 0 человек (2007; 25 в 1961).
Почтовый индекс: 427553.
Код ИФНС: 1837.